# أندرو درايفر
اندرو درايفر (بالإنجليزية: Andrew Driver) (20 نوفمبر 1987 المملكة المتحدة - ) هو لاعب كرة قدم بريطاني، يلعب كلاعب وسط.

## وصلات خارجية
اندرو درايفر على موقع الدوري الأمريكي (الإنجليزية)
- اندرو درايفر على موقع قاعدة بيانات كرة القدم.إي يو (الإنجليزية)
- اندرو درايفر على موقع Soccerbase.com (لاعب) (الإنجليزية)
- اندرو درايفر على موقع Soccerway.com (الإنجليزية)
- اندرو درايفر على موقع عالم كرة القدم.نت (الإنجليزية)